# L'Étoile du jour
Ne doit pas être confondu avec Étoiles de jour.
Pour plus de détails, voir Fiche technique et Distribution.
L'Étoile du jour est un film français réalisé par Sophie Blondy, sorti en 2012. Il a d'abord été diffusé dans de nombreux festivals avant de sortir en salles en 2016.

## Synopsis
Une troupe de cirque s'arrête sur une plage, dans le Nord de la France. Les tensions se multiplient entre les différents membres du groupe.

## Fiche technique
- Titre original : L'Étoile du jour
- Réalisation : Sophie Blondy
- Scénario : Sophie Blondy et Philippe Benkemoun
- Photographie : Nathalie Durand
- Production : Alain Peyrollaz
- Pays d'origine :  France
- Langue originale : français
- Dates de sortie : 
  - Italie : 28 novembre 2012 (Festival de Turin)
  - France : 25 janvier 2013 (Festival Premiers Plans D'Angers) ; 28 septembre 2016 (sortie nationale)

## Distribution
- Denis Lavant : Elliot, le clown
- Iggy Pop : la Conscience d'Elliot
- Tchéky Karyo : Heroy, le patron du cirque
- Béatrice Dalle : Zohra, la Gitane
- Natacha Régnier : Angèle, la danseuse
- Bruno Putzulu : Zéphyr, le prestidigitateur
- Laura Favali : Lilas, l'assistante de Zéphyr
- Roland Menou : Ursule
- Sissi Duparc : Margotte
- Hervé Chenais : Flix, le clown amputé
- Zimsky : Monsieur Muscle
- Dominique Rocher : Prof